# William Forbes Mackenzie
Pour les articles homonymes, voir William Mackenzie (homonymie).
William Forbes Mackenzie (18 avril 1807 - 24 septembre 1862) est un homme politique conservateur écossais et un réformateur de la tempérance. Il est surtout connu pour la Forbes MacKenzie Act, une loi adoptée en 1853 pour réglementer les pubs en Écosse .

## Biographie
Né à Exmouth, dans le Devon, il est le troisième fils de Colin Mackenzie de Portmore, écrivain du sceau à Édimbourg et de sa femme, Elizabeth, fille de William Forbes (6e baronnet) de Pitsligo . Il étudie le droit et est admis au barreau en 1827. En 1830, il épouse Helen Anne Montgomery, fille de Sir James Montgomery, et ils ont deux enfants. En 1831, il est nommé lieutenant adjoint du Peeblesshire.
Aux élections générales de 1837, il est élu à la Chambre des communes comme député de Peeblesshire. Il est réélu député de la circonscription en 1841 et 1847 . Il est l'un des jeunes Lords du Trésor de Robert Peel du 26 avril 1845 jusqu'à la fin du second mandat de ce dernier. Il est un partisan de l'émancipation catholique et juive et soutient l'augmentation de la subvention au Maynooth College. Cependant, en mai 1845, il menace de démissionner de ses fonctions car il estime que le projet de loi sur l'émancipation des juifs ne poussait pas suffisamment les réformes. Il démissionne finalement du gouvernement le 11 avril 1846 à cause des Corn Laws, une question qui conduit rapidement à la chute du gouvernement 
En 1852, il est élu l'un des deux députés conservateurs de Liverpool. Il est secrétaire parlementaire au Trésor dans le gouvernement protectionniste de Lord Derby de février 1852 à janvier 1853. En avril 1853, il présente le projet de loi sur les maisons publiques (Écosse) aux Communes . Le projet de loi, qui est finalement promulgué sous le nom de Licensing (Scotland) Act 1853 (16 & 17 Vict. C.67), force la fermeture des pubs en Écosse le dimanche et à 22 heures en semaine. En raison de sa participation active à sa promotion, la loi est connue sous le nom de «loi Forbes Mackenzie» .
Entre-temps, il est contraint de quitter le parlement. Les deux candidats libéraux vaincus à Liverpool déposant une pétition électorale contestant les résultats. Au cours de la procédure judiciaire qui suit, les agents électoraux conservateurs sont reconnus coupables de corruption et de traitement. Le 21 juin 1853, l'élection est déclarée nulle.
Forbes MacKenzie tente de réintégrer le Parlement à Derby en 1857, mais n'est pas élu . En 1859, il est nommé président des commissaires de Lunacy for Scotland .
Il meurt subitement en septembre 1862, à l'âge de 55 ans, alors qu'il rendait visite à Sir Charles Tennant à Glen House, Innerleithen, dans le Peeblesshire .